# Aéroport de Knock
L'aéroport de Knock-Irlande Ouest (irlandais : Aerfort Iarthar Éireann Chnoc Mhuire) (code IATA : NOC) est un aéroport régional situé à 5,6 kilomètres au sud-ouest de Charlestown, dans le comté de Mayo, en Irlande. Le village de Knock se situe lui à 20 kilomètres. En 2014, l'aéroport accueillait 703 318 passagers, faisant de lui le 4e aéroport le plus fréquenté de la république d'Irlande derrière Dublin, Cork et Shannon. L'aéroport était également appelé aéroport international de Knock, aéroport régional de Connaught, et aéroport international de Horan. Le Connaught Aero Club et Eirtrade Aircraft Services sont basés sur cet aéroport.

## Historique
Monsignor James Horam (en), recteur du sanctuaire de Knock obtient du Taoiseach irlandais Charles James Haughey des millions de livres d'aides d'État pour construire un grand aéroport près de Knock. Celui-ci est construit et ouvert en 1985. Le projet a été condamné par les critiques des médias. À l'époque, l'économie irlandaise était en dépression avec une émigration massive. Cependant, contrairement aux attentes des critiques, depuis 2003, les compagnies aériennes nationales, low-cost et régionales, notamment Aer Lingus, MyTravelLite, Bmibaby, Ryanair, Aer Arann, flybe, Lufthansa et EasyJet ont ajouté des liaisons vers le Royaume-Uni et l'Europe continentale. Toutes le compagnies ne se sont pas maintenue, mais en 2005, l'aéroport traitait 500 000 passagers par an, et 770 000 en 2018.

## Situation
| Connemara Cork Donégal Dublin Inis Meáin Inis Mór Inis Oírr Kerry Knock Shannon Waterford |

## Compagnies aériennes et destinations
L'aéroport de Knock propose les destinations suivantes :
| Compagnies | Destinations |
| ---------- | --- |
| Aer Lingus | Londres-Gatwick |
| Ryanair    | - Bergame-Orio al Serio, - Birmingham, - Bristol, - East Midlands, - Édimbourg, - Liverpool-J.-Lennon, - Londres-Luton, - Londres-Stansted, - Malaga-Costa del Sol, - Manchester En saison : - Alicante-Elche, - Cologne/Bonn-K. Adenauer, - Faro, - Gérone-Costa Brava, - Lanzarote-Arrecife, - Palma de Majorque |

Édité le 16/02/2018  Actualisé le 21/01/2023

## Statistiques

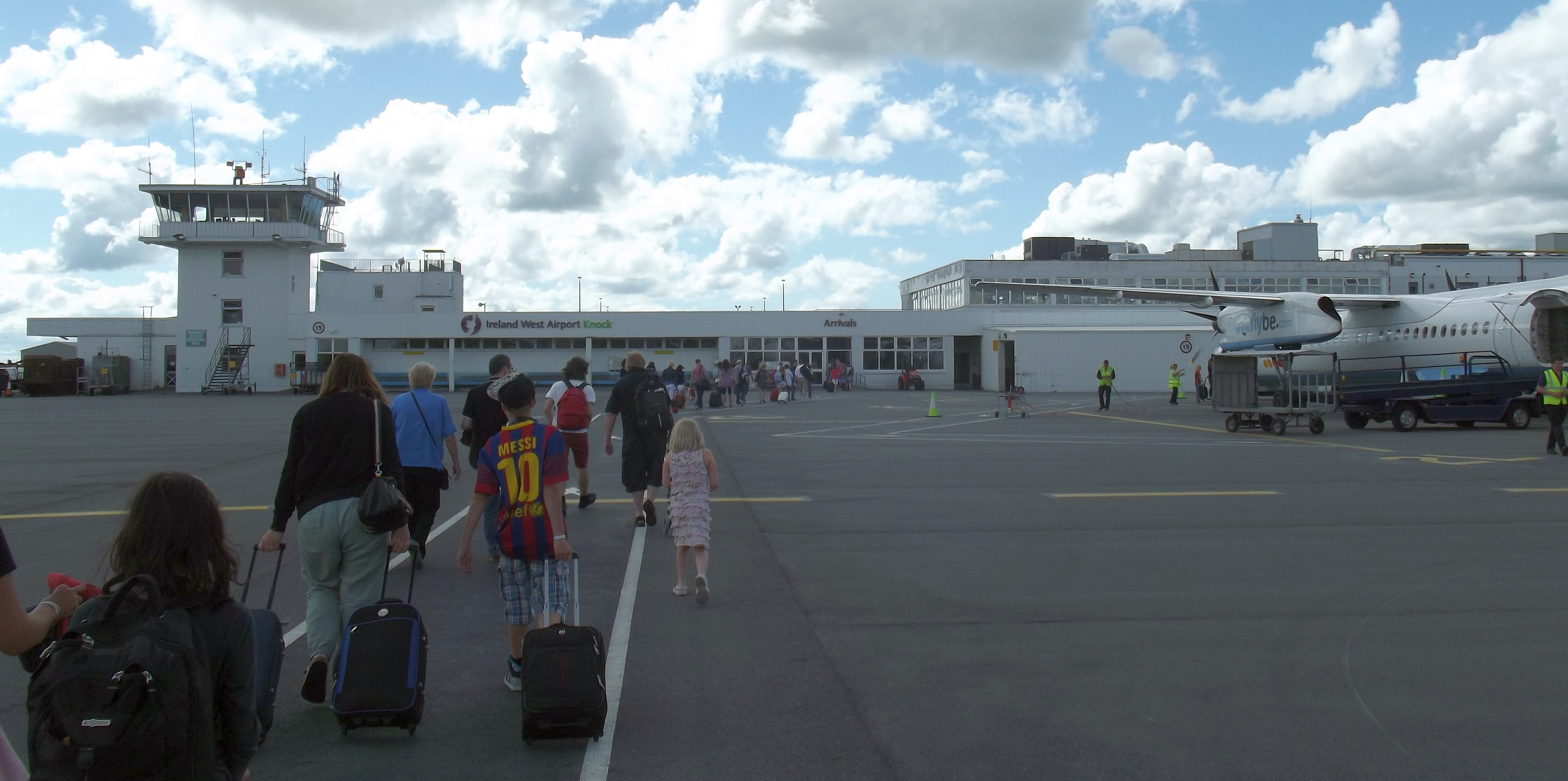
Aéroport de Knock en 2013

| Année | Nombre de passagers | % différence année précédente |
| ----- | ------------------- | ----------------------------- |
| 1998  | 186,689             |                               |
| 1999  | 197,358             | 5.7                           |
| 2000  | 173,421             | 12.1                          |
| 2001  | 203,000             | 17.1                          |
| 2002  | 199,000             | 2.0                           |
| 2003  | 247,000             | 24.1                          |
| 2004  | 373,000             | 51.0                          |
| 2005  | 530,084             | 42.1                          |
| 2006  | 621,171             | 17.2                          |
| 2007  | 556,357             | 10.4                          |
| 2008  | 629,000             | 13.1                          |
| 2009  | 607,228             | 3.5                           |
| 2010  | 589,180             | 3.0                           |
| 2011  | 654,553             | 11.1                          |
| 2012  | 677,368             | 3.5                           |
| 2013  | 665,558             | 1.7                           |
| 2014  | 703,318             | 5.7                           |
| 2015  | 684,671             | 2.7                           |
| 2016  | 734,031             | 7.2                           |
| 2017  | 749,499             | 2.1                           |
| 2018  | 771,619             | 3.0                           |
| 2019  | 805,443             | 4.4                           |
| 2020  | 142,532             | 82.3                          |
| 2021  | 174,027             | 22.1                          |
| 2022  | 722,000             | 314.9                         |
| 2023  | 818,000             | 13.3                          |
| 2024  | 834,000             | 2.0                           |

| Classement                         | Aéroport         | Passagers | Évolution en % 2012/13 |
| ---------------------------------- | ---------------- | --------- | ---------------------- |
| 1                                  | Londres-Stansted | 114 672   | 12,7                   |
| 2                                  | Londres-Luton    | 105 119   | 19,7                   |
| 3                                  | Liverpool        | 85 121    | 2,5                    |
| 4                                  | Londres-Gatwick  | 67 684    | 13,0                   |
| 5                                  | East Midlands    | 57 021    | 4,7                    |
| 6                                  | Faro             | 30 499    | 1,1                    |
| 7                                  | Bristol          | 27 408    | 2,9                    |
| 8                                  | Birmingham       | 25 623    | 34,2                   |
| 9                                  | Manchester       | 25 380    | 2,5                    |
| 10                                 | Lanzarote        | 23 974    | 6,4                    |
| Source : Central Statistics Office |                  |           |                        |